# قلعه شیخ کنعانی
قلعه شیخ کنعانی مربوط به دوران‌های تاریخی پس از اسلام - دوره قاجار است و در شهرستان عسلویه، بخش مرکزی شهرستان عسلویه، روستای پرک واقع شده و این اثر در تاریخ ۲۸ اسفند ۱۳۸۵ با شمارهٔ ثبت ۱۸۶۶۰ به‌عنوان یکی از آثار ملی ایران به ثبت رسیده است.